# Болозавриды
Болозавриды (лат. Bolosauridae) — семейство вымерших примитивных парарептилий из отряда (клады) болозавров (Bolosauria), живших во времена пермского периода. Ранее рассматривались в составе расформированного подкласса анапсид, несмотря на то, что имеют нижнее височное окно.
Болозавриды вымерли в конце перми, не выдержав конкуренции с другими наземными растительноядными — прежде всего, терапсидами.

## Описание
Растительноядные наземные животные, с расширенными щёчными зубами. Нижняя челюсть с высоким венечным отростком для усиления укуса.

## Классификация
По данным сайта Paleobiology Database, на сентябрь 2019 года в кладу (отряд) болозавров включают один вымерший род и одно вымершее семейство болозаврид с 5 родами:
- Bolosauria Kuhn, 1959 — Болозавры
  - Род Erpetonyx Modesto et al., 2015
  - Семейство Bolosauridae Cope, 1878 — Болозавриды
    - Роды incertae sedis
      - Род Eudibamus Berman et al., 2000
      - Род Metamosaurus Cope, 1878

    - Подсемейство Belebeyinae Ivakhnenko, 2001
      - Род Belebey Ivakhnenko, 1973
      - Род Permotriturus Tatarinov, 1968

    - Подсемейство Bolosaurinae Cope, 1878
      - Род Bolosaurus Cope, 1878

### Отдельные представители
Собственно болозавр (Bolosaurus) описан Э. Д. Коупом из нижнепермских отложений Техаса в 1878 году. Это мелкое животное, с длиной черепа не более 5 см. Скелет неизвестен. Типовой вид — B. striatus. В нижней и «средней» перми Восточной Европы (Коми) известны фрагментарные остатки болозаврид этого рода.
В 2000 году из нижней перми Германии (Бромакер) был описан мелкий болозаврид Eudibamus cursoris. Это животное длиной около 28 см имело очень длинные задние ноги и явно было способно к бипедальному передвижению. Слабый таз не позволял ему постоянно передвигаться на двух ногах — скорее всего, он бегал так лишь в случае опасности.

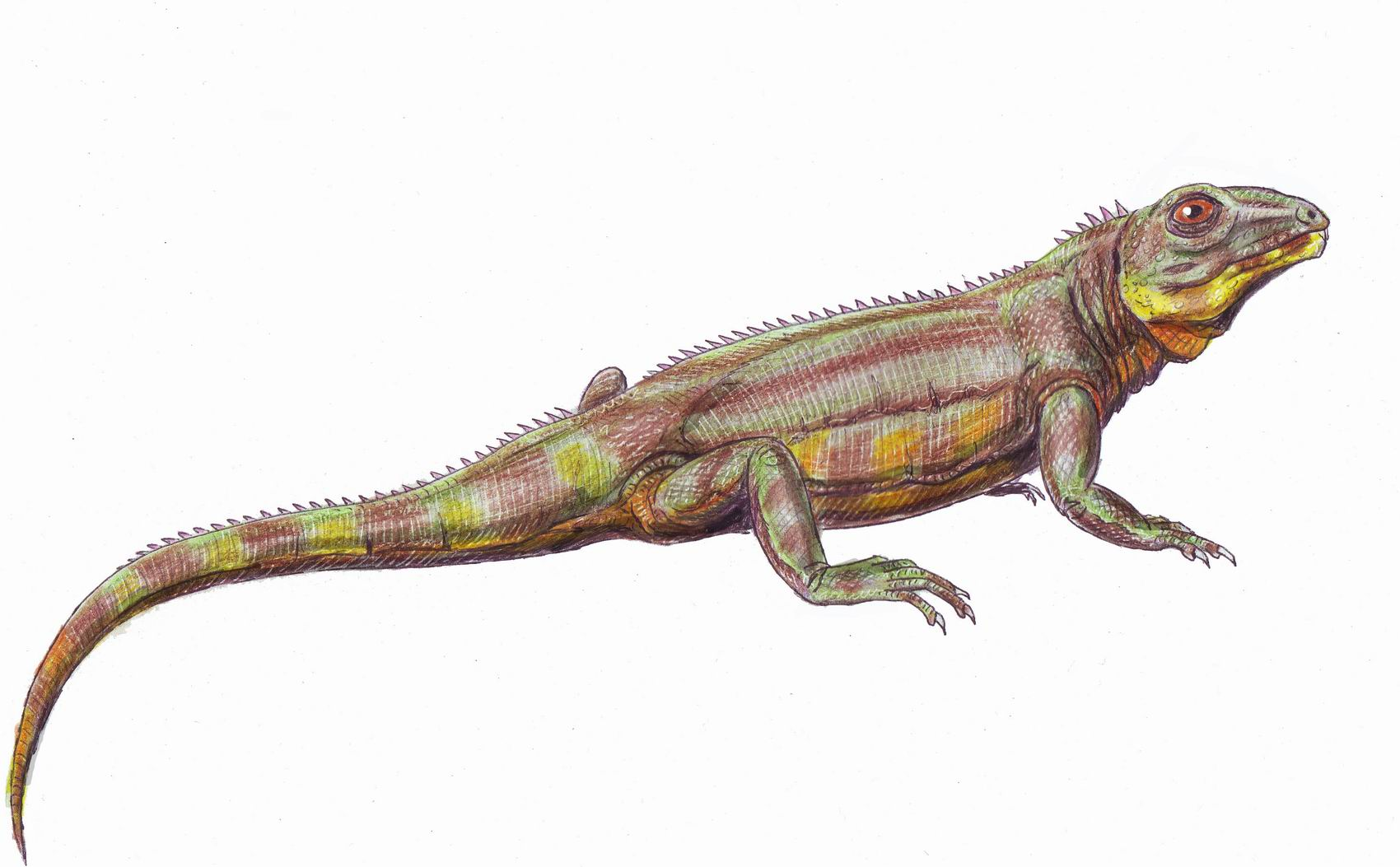
Belebey vegrandis

Многочисленные болозавриды, выделяемые в особое подсемейство Belebeyinae, описаны из средней-верхней перми Восточной Европы и Китая. Эти животные, известные по полным скелетам, внешне напоминали ящериц-игуан. Судя по всему, они не были способны к бипедальному передвижению. Собственно белебейя (Belebey) описана М. Ф. Ивахненко в 1978 году из местонахождения Белебей (верхнеказанский ярус) в Башкирии. Это животное имело долотообразные передние зубы, задние зубы — расширенные поперечно, с острыми режущими гребнями. Зубы самозатачивались и могли настригать растительность. Развито вторичное костное нёбо. Это были наземные растительноядные животные. Типовой вид — B. vegrandis, второй вид — B. maximi. Третий вид — Belebey chengi, описанный из формации Дашанкоу в Китае в 2008 году (остатки обнаружены в 1990-х годах). Длина черепа рода Belebey достигала 5—7 см.
Род Permotriturus описан Л. П. Татариновым в 1968 году из Ишеевского местонахождения. Сам первоначально считал его самым древним представителем хвостатых земноводных (отсюда название — «пермский тритон»). Сейчас установлено, что это некрупный (череп около 7 см длиной) болозаврид.
Ранее к болозавридам относили и вид Davletkulia gigantea, известный с 2008 года по обломку челюсти из местонахождения Яман-Юшатырь в Оренбургской области. Возраст — вероятно, нижнетатарский. Длина черепа животного могла достигать 18 см. Возможно, он питался разложившимися стволами каламитов. Однако в 2012 году его перенесли в подотряд дейноцефалов.